# Bärbel von Borries-Pusback
Bärbel von Borries-Pusback (* 16. August 1942 in Hamburg; † 19. Oktober 2010 ebenda) war eine deutsche Sozialwissenschaftlerin.

## Leben
Nach der Diplomarbeit 1967 (Die Professoren Johann Christian Fabricius und August Christian Heinrich Niemann. Ein Beitrag zur Geschichte des Spätkameralismus in Schleswig-Holstein) und der Promotion 2001 zum Dr. rer. pol. bei Marie-Elisabeth Hilger und Gregor Siefer lehrte sie an der Hamburger Universität für Wirtschaft und Politik (1971–2005), später am Fachbereich Sozialökonomie der Universität Hamburg (2005–2007 Professorin für Soziologie).
Die Tochter von Arthur Pusback und Wilma Link heiratete 1975 Volker von Borries (1939–2011).

## Schriften (Auswahl)
- Keine Hochschule für den Sozialismus. Die Gründung der Akademie für Gemeinwirtschaft in Hamburg 1945–1955. Opladen 2002, ISBN 3-8100-3369-3.
- Bildungsbürgertum und Geselligkeit. Kiel 2008, OCLC 614494319.